# Marquesado de Santa Cruz de Marcenado
El marquesado de Santa Cruz de Marcenado es un título nobiliario español concedido por el rey Carlos II, con el vizcondado previo del Puerto, por Real Despacho de 28 de agosto de 1679, a Sebastián Vigil de Quiñones y de la Rúa, señor del Coto de Marcenado y caballero de la Orden de Calatrava.
Sebastián Vigil de Quiñones fue regidor de Oviedo, Gijón, Morcín y Siero. En él confluían las poderosas casas de los Vigil (Siero) y de Bernardo de la Rúa, al haberse unido con Isabel de la Rúa. Estas casas rivalizaban con la de los Navia, que se aproximarían a los Celles y con los que unirían su patrimonio.
Al morir el i marqués, su hija pasó a ocupar el título y contrajo matrimonio con Juan Antonio de Navia-Osorio, que llegó a ser marqués consorte. El hijo de ambos, Álvaro, fue el primer marqués que llevó el apellido Navia-Osorio.

## Vizcondado previo
El vizcondado previo otorgado como paso previo a la concesión del marquesado fue el «vizcondado del Puerto». Su nombre hacía referencia al coto de Puerto, propiedad del primer titular, en el concejo asturiano de Ribera de Abajo. A pesar de ser previo, el título siguió usándose en la familia. La última persona que lo usó fue José María de Navia-Osorio y de Álvarez-Cuevas, hermano menor del ix marqués de Santa Cruz de Marcenado.

## Marqueses de Santa Cruz de Marcenado
|                              | Titular                                                 |                              |
| Creado en 1679 por Carlos II | Creado en 1679 por Carlos II                            | Creado en 1679 por Carlos II |
| ---------------------------- | ------------------------------------------------------- | ---------------------------- |
| I                            | Sebastián Vigil de Quiñones y de la Rúa                 | 1679-1692                    |
| II                           | Jacinta Vigil y de la Rúa                               | 1692-1717                    |
| III                          | Álvaro de Navia-Osorio y Vigil de la Rúa                | 1717-1732                    |
| IV                           | Juan Alonso de Navia-Osorio y Navia                     | 1732-1762                    |
| V                            | Juan Antonio de Navia-Osorio y Miranda                  | 1762-1787                    |
| VI                           | Antonio Manuel de Navia-Osorio y de Miranda             | 1787-1805                    |
| VII                          | Joaquín de Navia-Osorio y Miranda                       | 1805-1816                    |
| VIII                         | José María de Navia-Osorio y de Craywinckel             | 1816-1816                    |
| IX                           | Manuel María de Navia-Osorio y de Álvarez-Cuevas        | 1816-1881                    |
| X                            | José María de Navia-Osorio y Campomanes                 | 1883-1891                    |
| XI                           | José María de Navia-Osorio y Castropol                  | 1891-1953                    |
| XII                          | Faustino de Navia-Osorio y Rodríguez-San Pedro          | 1956-1966                    |
| XIII                         | María de la Concepción de Navia-Osorio y de Llano-Ponte | 1966-2019                    |
| XIV                          | Rodrigo de Navia-Osorio y Vijande                       | 2020-presente                |

## Historia de los marqueses de Santa Cruz de Marcenado
- Sebastían Vigil de Quiñones y de la Rúa (1638-1692), i marqués de Santa Cruz de Marcenado y i vizconde del Puerto, señor del Coto de Marcenado y caballero de la Orden de Calatrava.

Se casó en primeras nupcias con Isabel Bernardo de la Rúa, hija de Juan Bernardo de la Rúa y Ribera, señor de la Casa de la Rúa, alférez mayor del concejo de Labiana y corregidor de Oviedo, y de Antonia de Valdés Ribera y Carrió. Contrajo un segundo matrimonio con María Josefa de Riba y Guerrapadres de Rosa Gertrudis y Josefa María Vigil y Rivas. Le sucedió en el marquesado su hija del primer matrimonio:
- Jacinta Antonia Vigil y de la Rúa (Pola de Siero, 30 de marzo de 1664-Oviedo, 10 de julio de 1717), ii marquesa de Santa Cruz de Marcenado[8] y ii vizcondesa del Puerto.

Contrajo matrimonio el 7 de abril de 1682 con Juan Antonio de Navia-Osorio y Argüelles de Celles (Oviedo, 25 de septiembre de 1656-Valladolid, 27 de enero de 1708), señor de la Casa de Navia. Le sucedió su hijo:
- Álvaro José Antonio de Navia Osorio y Vigil de Quiñones (Puerto de Vega, 19 de diciembre de 1684-Orán, 22 de noviembre de 1732), iii marqués de Santa Cruz de Marcenado[9] y iii vizconde del Puerto, señor de la Casa de Celles y de la Torre de Vigil.

Contrajo un primer matrimonio con Francisca de Navia Arango y Montenegro Lantoria (Castropol, 3 de octubre de 1680-Valladolid, 3 de septiembre de 1706), hija de Alfonso de Navia Arango y de María Magdalena Montenegro y Lantoria, marqueses de Ferrera. Se casó en segundas nupcias con María Teresa Roig de Magriña y en terceras nupcias con María Antonia Bellet de Miporquer y Valencia. Le sucedió su hijo del primer matrimonio:
- Juan Alonso de Navia-Osorio y de Navia (Castropol, enero de 1703-ibíd., 14 de marzo de 1762), iv marqués de Santa Cruz de Marcenado[11] y iv vizconde del Puerto.

Contrajo matrimonio en 1718 con María Antonia Arango y Albuerne, hija de Bartolomé Arango Miranda y de María Antonia Albuerne y Queipo de Llano. Las dos hijas nacidas de este matrimonio, Joaquina y Manuela, fallecieron siendo niñas.  Se casó en segundas nupcias el 18 de enero de 1741 con María Ignacia Miranda Omaña y Trelles (m. Oviedo, 20 de junio de 1795), hija de Pedro de Miranda Omaña y Osorio, iii marqués de Santa María del Villar, vizconde de Lagra y conde de San Román, y de su esposa Leonor de Trelles y Valdés. Le sucedió, de su segundo matrimonio, su hijo:
- Juan Antonio de Navia-Osorio y Miranda (Castropol, 3 de diciembre de 1744-26 de abril de 1787), v marqués de Santa Cruz de Marcenado[13] y v vizconde del Puerto.

Contrajo matrimonio en 1768 con Ana María de Contreras y Vargas y Muñoz vi condesa de Alcudia. Sin descendencia. Le sucedió su hermano:
- Antonio Manuel de Navia-Osorio y de Miranda (m. Oviedo, 26 de abril de 1805), vi marqués de Santa Cruz de Marcenado[14] y vi vizconde del Puerto.

Contrajo matrimonio el 12 de mayo de 1791 en Oviedo con María Gertrudis de Miranda Trelles y Omaña, hija de Pedro de Miranda y Trelles-Omaña y de María Gayoso y Maldonado, marqueses de Santa María del Villar.  Le sucedió su hermano:
- Joaquín de Navia-Osorio y de Miranda (Castropol, 20 de mayo de 1749-Madrid, 16 de abril de 1816),[15] vii marqués de Santa Cruz de Marcenado[16] y vii vizconde del Puerto, títulos que heredó en 1805, sucediendo a sus dos hermanos ya fallecidos. Fue militar y capitán del ejército. Después de la Guerra de la Independencia, en 1815 le fue concedida la Gran Cruz de la Orden de San Hermenegildo.[15]

Contrajo matrimonio en Barcelona en 5 de agosto de 1774 con María Donata de Craywinckel y Crespo, hija de José Marcos de Craywinckel y Hunneus, capitán de Guardia del virrey de Cartagena de Indias, caballero de la Orden de Santiago, y de María Teresa Crespo y de Obregón, hija de José Crespo y de María de Obregón. Le sucedió su hijo:
- José María de Navia-Osorio y de Craywinckel (Barcelona, enero de 1783-Oviedo, 21 de diciembre de 1816), viii marqués de Santa Cruz de Marcenado[18] y viii vizconde del Puerto.

Contrajo matrimonio en Villafranca del Panadés el 2 de marzo de 1806, previa dispensa del tercer grado de consanguinidad, con María Ramona de Álvarez-Cuevas y de Viard, viuda del teniente coronel Juan Bautista de Lieutaud. Le sucedió su hijo:
- Manuel María de Navia-Osorio y de Álvarez-Cuevas (Barcelona, diciembre de 1806-Oviedo, 26 de octubre de 1881), ix marqués de Santa Cruz de Marcenado.[20]

Contrajo matrimonio con Victoriana de Llinás y en segundas nupcias con Gavina de Valdés y de Monés. Sin descendencia de ninguno de sus matrimonios. Le sucedió, por Real Carta de Sucesión de 22 de abril de 1883, su sobrino, hijo de su hermano José María Leoncio de Navia-Osorio y de Álvarez-Cuevas, ix vizconde del Puerto, y de su esposa Ramona Campomanes y Flórez.
- José María de Navia-Osorio y Campomanes (Madrid, 22 de mayo de 1845-Las Caldas, Priorio, 22 de agosto de 1907), x marqués de Santa Cruz de Marcenado.[22]

Contrajo matrimonio con su prima segunda María Josefa Castropol y Trelles (Castropol, 4 de noviembre de 1846-22 de julio de 1914), hija de Francisco de Castropol y Castropol y de Amalia de Trelles y Navia-Osorio-Moscoso, esta última hija de Ramona María de Navia-Osorio y de Álvarez-Cuevas, hermana del ix marqués, y de su esposo José María Trelles y Baldepares Le sucedió su hijo:
- José María de Navia-Osorio y Castropol (Las Caldas, Priorio, 14 de septiembre de 1872-Oviedo, 22 de octubre de 1953), xi marqués de Santa Cruz de Marcenado desde 1891, pariente mayor de la Casa de Navia, diputado en Cortes por Luarca (1899-1901) y por Estepa, caballero de la Gran Cruz de Isabel la Católica y de la Legión de Honor de Francia.[24]

Contrajo matrimonio en Madrid el 11 de noviembre de 1897 con Ramona Rodríguez-San Pedro y Alvargonzález, hija de Faustino Rodríguez-San Pedro y su esposa María del Carmen Alvargonzález y Menéndez. Le sucedió su hijo:
- Faustino de Navia-Osorio y Rodríguez-San Pedro (Las Caldas, Priorio, 15 de junio de 1901-1966), xii marqués de Santa Cruz de Marcenado, por Real carta de sucesión del 27 de abril de 1956 y doctor en Derecho.[25]

Contrajo matrimonio en Avilés el 7 de agosto de 1930 con Isabel de Llano-Ponte y Santa Cruz, hija de los marqueses de Ferrera, con quien tuvo una única hija:
- María de la Concepción de Navia-Osorio y de Llano-Ponte (m. Madrid, 30 de enero de 2019),[27] xiii marquesa de Santa Cruz de Marcenado.[28]

Contrajo matrimonio en Avilés el 26 de mayo de 1961 con Fernando Vijande y Bres, natural de Barcelona. Le sucedió su hijo:
- Rodrigo de Navia-Osorio y Vijande, xiv marqués de Santa Cruz de Marcenado.[30]